# Hylaeus murrumbidgeanus
Hylaeus murrumbidgeanus är en biart som beskrevs av Houston 1981. Hylaeus murrumbidgeanus ingår i släktet citronbin, och familjen korttungebin. Inga underarter finns listade i Catalogue of Life.